# Verka, ty natten kommer
Verka, ty natten kommer är en sång med tre 8-radiga verser med text från 1854 av Annie L Walker-Coghill och musik från 1864 av Lowell Mason. Den svenska översättningen gjordes 1876 av Teodor Trued Truvé. Texten bearbetades 1987 av Gunnar Melkstam.

## Publicerad i
- Sånger till Lammets lof 1877 som nr 168 med titel som inledningsstrofen i första versen i översättning av Erik Nyström.
- Sionstoner 1889 som nr 711 i en översättning av Erik Nyström. Melodi: Svensk söndagsskolsångbok 1908 sång nr 335 Vaken upp! en stämma bjuder (Koralernas konung).
- Herde-Rösten 1892 som nr 309 under rubriken "Verksamhet".
- Svensk söndagsskolsångbok 1908 som nr 303 under rubriken "Lärare- och föräldramöten". Erik Nyström anges som översättare
- Lilla Psalmisten 1909 som nr 197 under rubriken "Missionssånger".
- Svenska Missionsförbundets sångbok 1920 som nr 551 under rubriken "Inre mission". Erik Nyström anges som översättare.
- Frälsningsarméns sångbok 1929 som nr 406 under rubriken "Strid och verksamhet - Maning till kamp".
- Segertoner 1930 som nr 348.
- Segertoner 1960 som nr 348.
- Frälsningsarméns sångbok 1968 som nr 509 under rubriken "Strid Och Verksamhet - Kamp och seger".
- Psalmer och Sånger 1987 som nr 481 under rubriken "Kyrkan och nådemedlen - Vittnesbörd - tjänst - mission".[2]
- Segertoner 1988 som nr 440 under rubriken "Den kristna gemenskapen - Vittnesbörd - tjänst - mission".[1]
- Frälsningsarméns sångbok 1990 som nr 660 under rubriken "Strid och kallelse till tjänst".